# Eiður Skeggjason
Eiður Skeggjason (Eidhur, 924-1015) fue un vikingo y bóndi de Reykir, Miðfjörð, Vestur-Húnavatnssýsla en Islandia. Era hijo de Skeggi Björnsson. Es un personaje que aparece brevemente en la saga Þórðar hreðu, y la saga Heiðarvíga. Eiður se vio implicado como parte afectada por la muerte de un hijo en manos de Grim Helgason de Kropp, por entonces Eiður ya era un hombre de edad avanzada y buscó apoyo en Snorri Goði para el arbitraje.